# Табанове
Та́банове (в деяких джерелах Табанова) — село в Україні, в Перегонівській сільській громаді Голованівського району Кіровоградської області. Населення становить 129 осіб.
Найближчі міста: Благовіщенське (38,1 км), Тальне (44,3 км), Умань (47,2 км).

## Історія
В книзі 1895 року, автором якої є В.Б.Антонович, яка має назву "Археологічна мапа Київської губернії"  зазначено, що в селі Табанова є 5 курганів.
В книзі Похилевича 1864 року "Сказання про населені місцевості Київської губернії" описується село Давидівка, де вказано, що село Табанове лежить на півострові, який утворює згиб р. Ятрань, в 2 верстах нижче Давидівки. Всього мешканців 220; землі 882 десятини. Належить Гонораті Ржонжевській. В Табановому до 1840 року була особлива церква, яка мала своїх приходських священників, а цього ж року згоріла. Про церковну землю взяту поміщицею до своїх володінь, ведеться судовий позов.
Табанове мало свою самостійну церкву, перенесену із с. Наливайки. За одними даними її перенесли в с. Лебединку 1864 року.
На кінець 19 століття Табанове нараховувало 72 двори з 417 жителями (208 чоловік та 209 жінок). Жителі займались хліборобством і відправлялись на заробітки до Херсонської та Подільської губерній. В селищі діяла школа грамоти.

## Населення
Згідно з переписом УРСР 1989 року чисельність наявного населення села становила 274 особи, з яких 113 чоловіків та 161 жінка.
За переписом населення України 2001 року в селі мешкали 243 особи.

### Мова
Розподіл населення за рідною мовою за даними перепису 2001 року:
| Мова       | Відсоток |
| ---------- | -------- |
| українська | 99,18 %  |
| російська  | 0,82 %   |